# Stedelen
Stedelen, född okänt år, död omkring år 1400, var en schweizare som avrättades för häxeri. 
Stedelen ställdes inför rätta under Peter von Greyerz, som var domare i Simmental perioden 1398–1406. Han åtalades för att ha ägnat sig åt djävulsdyrkan, för att ha ägnat sig åt en satanskult som åt barn, och för att ha utövat trolldom. Han dömdes som skyldig och avrättades genom bränning på bål. 
Målet mot honom utgör ett ovanligt exempel på en häxprocess långt före den epok där dessa blev vanliga, och är ett känt fall.